# Église Saint-Barthélemy de Sauveterre-la-Lémance
Pour les articles homonymes, voir Église Saint-Barthélemy.
L'église Saint-Barthélemy est située à Sauveterre-la-Lémance, dans le département de Lot-et-Garonne, en France.

## Localisation
L'église Saint-Barthélemy est située à Sauveterre-la-Lémance, dans le département de Lot-et-Garonne, en France.

## Historique
En 1259, Gaston de Pestillac déclare tenir le fief de Vars du comte de Toulouse, Alphonse de Poitiers avec tout ce qu'il possède « a Vart et in parrochia de Vart et de Turac ». Après la fondation du château et du petit castelnau de Sauveterre, la paroisse est placée sous le vocable de Saint-Barthélemy. La paroisse a pris le nom du nouveau castelnau.
La nef de l'église a été construite au XIXe siècle au sud et parallèlement à l'église romane très simple qui évoque l'art du XIe siècle.
L'église romane dont il ne subsiste que le chœur, se présente avec une abside semi-circulaire voûtée en cul-de-four, prolongée par une travée droite, un faux-transept barlong portant une haute tour qui a dû être refaite au cours du Moyen Âge. La nef de cette église a été détruite pour permettre la construction de l'église du XIXe siècle. Ce chœur a été exhaussé du double de sa hauteur. Des peintures murales représentant la légende de Sainte Catherine datent du XIVe siècle.
L'église Saint-Barthélemy a été inscrite au titre des monuments historiques en 1950.

## Description
De l'église romane il reste le chœur voûté en cul de four précédé d'une travée droite. Ce chœur est extérieurement semi circulaire, sans contreforts. Il a été exhaussé, au-dessus d'une corniche avec des modillons sculptés assez simples et des métopes perforées semblables à celles du chevet de l'église de Saint-Front-sur-Lémance. La partie exhaussée est à huit pans. Le clocher roman est à toit pyramidal recouvert de lauzes.

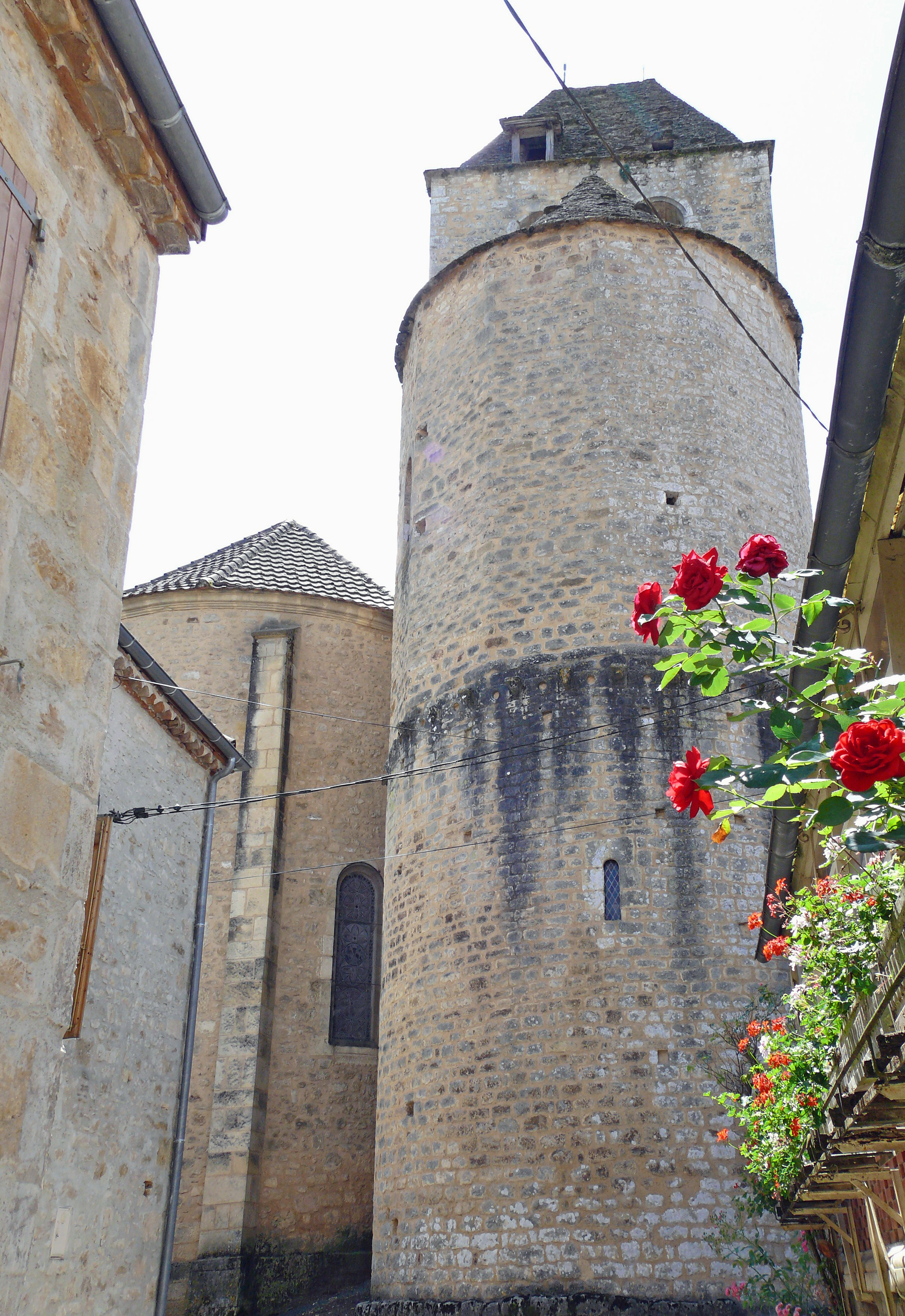
L'abside exhaussée de l'église romane et le clocher
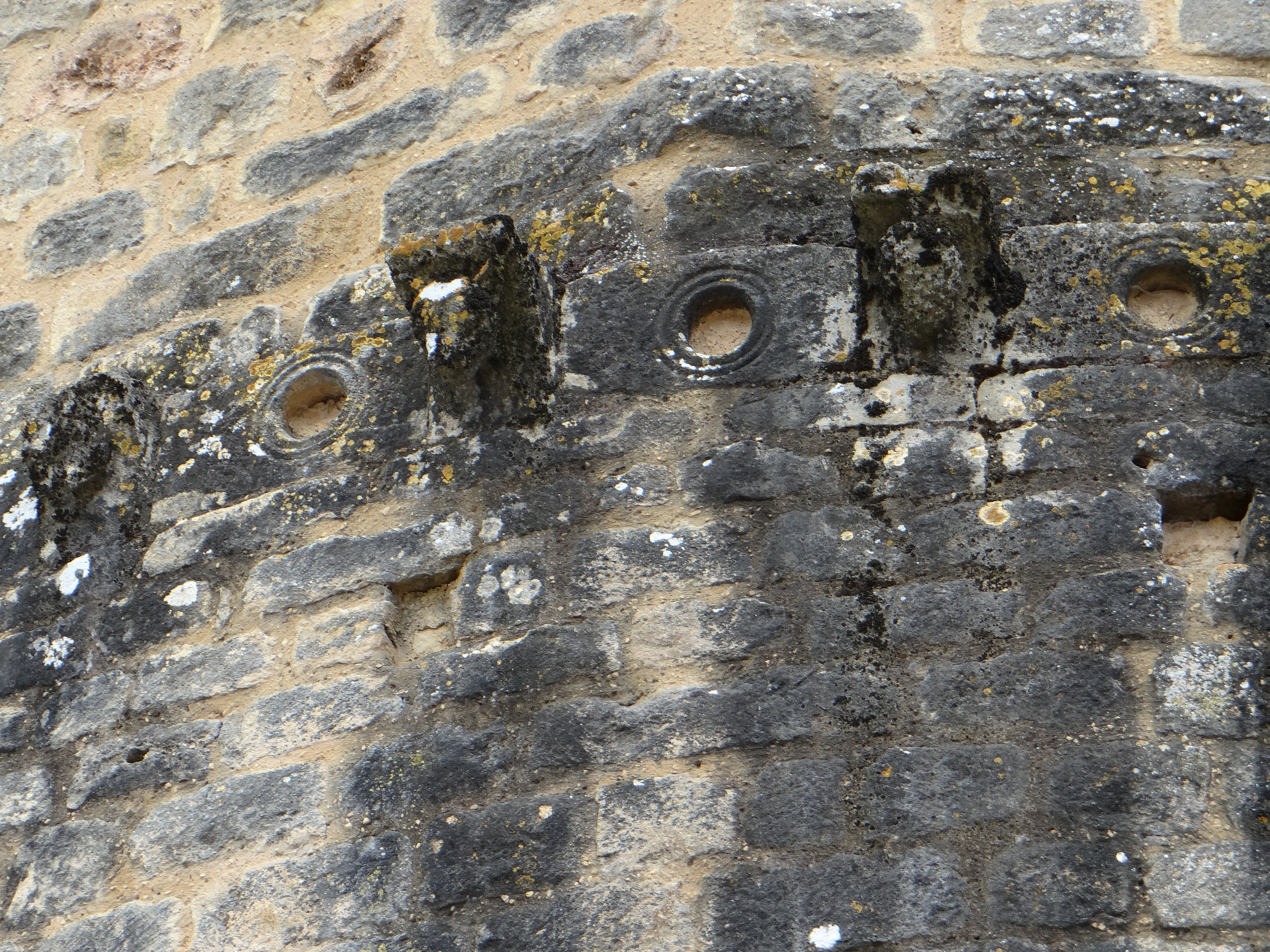
Modillons et métopes perforées de l'église romane
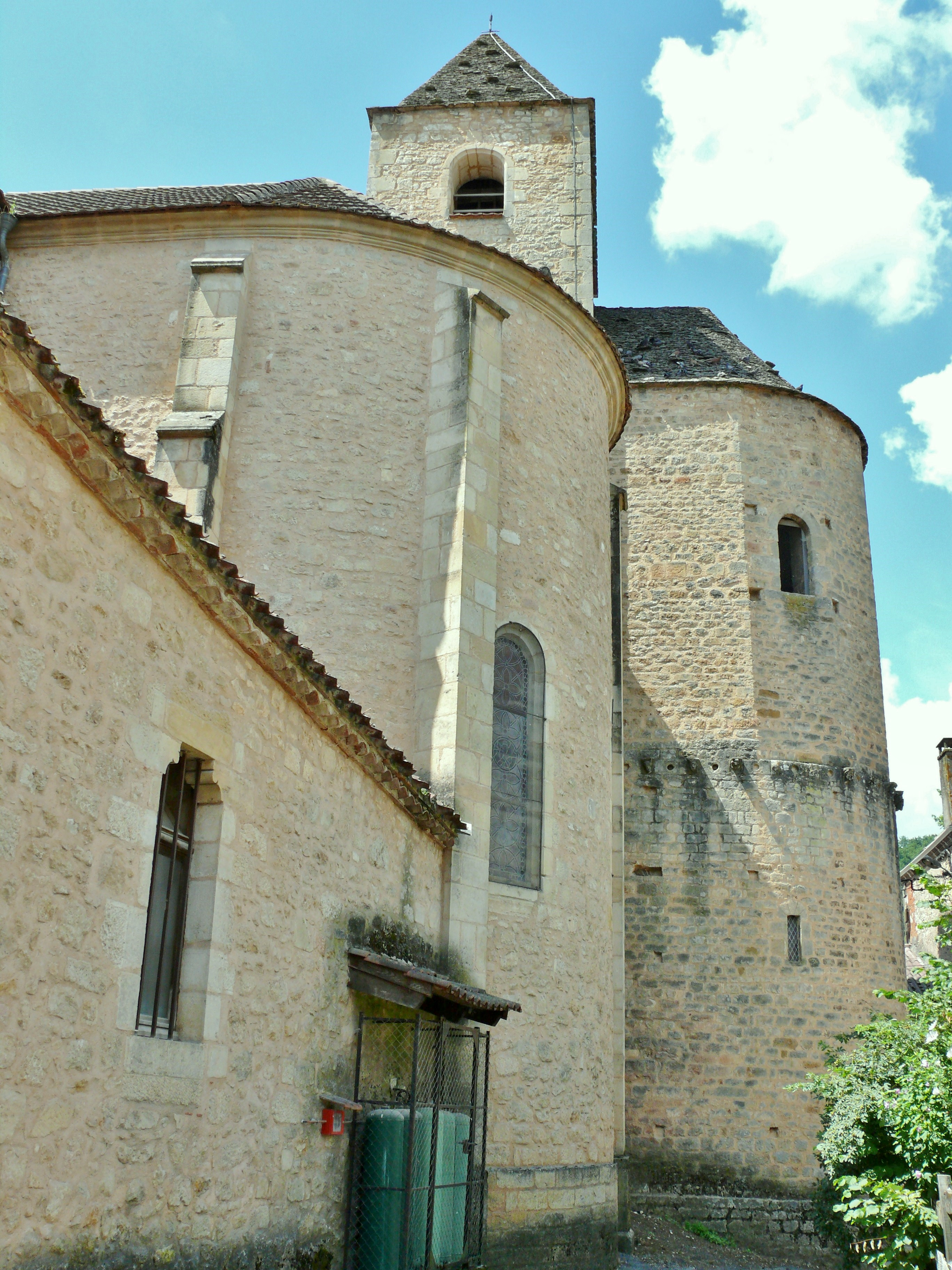
Les chevets de l'église du XIXe siècle et de l'église romane exhaussée
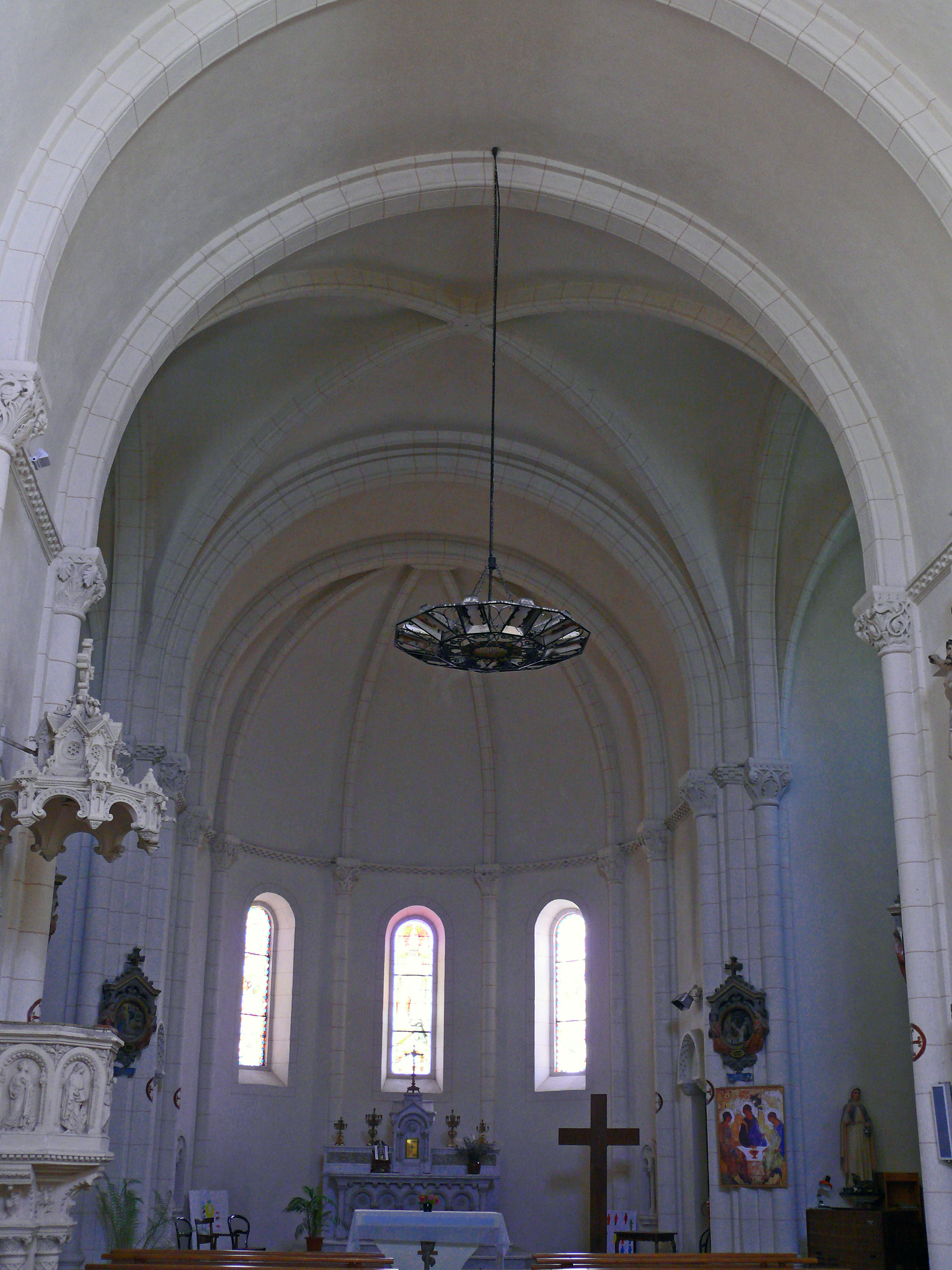
La nef de l'église du XIXe siècle